# 제제혼마치역
제제혼마치역(일본어: 膳所本町駅)은 일본 시가현 오쓰시에 위치한 게이한 전기 철도 이시야마사카모토 선의 철도역이다. 역 번호는 OT 07이며, 상대식 승강장 2면 2선의 구조를 갖춘 지상역이다.

## 타는 곳
| (북쪽) | ■ 이시야마사카모토 선 | 상행 | 게이한이시야마 · 이시야마데라 방면       |
| (남쪽) | ■ 이시야마사카모토 선 | 하행 | 하마오쓰 · 사카모토 · 교토 · 오사카 방면 |

## 역 주변
- 제제 신사
- 제제 성 터 공원
- 오쓰 시 제제 지소

## 인접 역
| 게이한 전기철도 ■ 이시야마사카모토 선 | 게이한 전기철도 ■ 이시야마사카모토 선 | 게이한 전기철도 ■ 이시야마사카모토 선 |
| ------------------------------------- | ------------------------------------- | ------------------------------------- |
| OT 06 나카노쇼 이시야마데라 방면      | ■ 이시야마사카모토 선                 | 니시키 OT 08 사카모토 방면            |